# Свердлов Федір Давидович
Федір Давидович Свердлов (1921, Харків — 2002, Москва) — радянський і російський науковець у галузі військової історії, доктор історичних наук (1979), професор (1980).

## Життєпис
Народився у Харкові, в родині робітника. Єврей. Закінчив з відзнакою середню школу і Ленінградське артилерійське училище.
Член ВКП(б) з 1941 року. Учасник німецько-радянської війни з липня 1941 року. Командував протитанковою артилерійською батареєю, стрілецьким і моторозвідувальним батальйонами. З серпня 1942 року — помічник начальника оперативного відділення оперативного відділу 16-ї армії; з січня 1943 року і до кінця війни — старший помічник начальника оперативного відділення оперативного відділу штабу 11-ї гвардійської армії, майор.
У 1949 році з відзнакою закінчив Військову академію імені М. В. Фрунзе, а згодом — ад'юнктуру при Академії. Протягом 30 років викладав в Академії: спочатку — доцент, згодом — професор.
Опублікував 9 книг, з яких 5 перекладені іноземними мовами, та понад 300 праць з героїки військ, теорії та історії радянського військового мистецтва.

## Нагороди
Нагороджений орденом Червоного Прапора (25.07.1944), двома орденами Вітчизняної війни 1-го (26.04.1945, 11.03.1985) та одним 2-го (24.08.1943) ступенів, двома орденами Червоної Зірки (23.05.1943, 1955), орденом «За службу Батьківщині в Збройних Силах СРСР» 3-го ступеня і медалями.